# Bernard Tomić
Bernard Tomić (Stoccarda, 21 ottobre 1992) è un tennista australiano.
Nei tornei del Grande Slam ha raggiunto i quarti di finale a Wimbledon nel 2011 e ha vinto quattro titoli ATP.

## Biografia
È nato a Stoccarda dal croato Ivica Tomic, ex calciatore, e dalla bosniaca Adisa, scienziata in ambito biomedico e figlia dell'avvocato e atleta Osman Vatic, uomo di spicco nella comunità bosniaca, nonché uno dei principali bersagli della pulizia etnica durante le guerre balcaniche.
Si trasferisce in Australia all'età di tre anni.
Inizia a giocare a sette anni venendo allenato dal padre, ha una sorella di sei anni più giovane, Sara, che ha anch'ella intrapreso la carriera da tennista.

## Carriera

### Junior
Il suo debutto nel circuito Junior avviene nel 2006, anno nel quale vince quattro tornei e vince 26 match consecutivi, prima di perdere agli ottavi in Marocco.  Nel 2007 perde agli ottavi allo US Open Junior e termina l'anno 23º nel ranking. Conquista insieme al connazionale Mark Verryth la Coppa Davis Junior.  Nel 2008 si impone agli Australian Open e nel 2009 vince lo US Open terminando così la sua carriera a livello Junior.

### 2008: Il debutto nel circuito maggiore
Inizia il 2008 con una wild-card per le qualificazioni all'Australian Open 2008, dove non si qualifica a causa di una sconfitta al secondo turno.  Non riuscirà a qualificarsi in nessuno dei tornei maggiori ma si impone in vari futures.

### 2009
Inizia il 2009 con una wild-card a Brisbane, dove viene sconfitto al primo turno per mano di Fernando Verdasco.  Gli viene concessa un'altra wild-card per il tabellone principale dell'Australian Open, nel quale elimina al primo turno Potito Starace con il punteggio 7–6(5), 1-6, 7–6(5), 7–6(6), salvando anche due set point per l'italiano nel tie-break del quarto set. Nel secondo turno incontra Gilles Müller, che vince in quattro set 6-3, 1-6, 4-6, 2-6.  Si impone per la prima volta in un challenger a Melbourne, ed in seguito riceve una Wild-card per il Roland Garros, dove viene eliminato da Philipp Kohlschreiber. Perde al terzo turno di qualificazione per Wimbledon e termina l'anno 286º del ranking ATP.

### 2010
Tomić ha iniziato il 2010 con la partecipazione al Brisbane International 2010 dove ha perso al primo turno di qualificazione contro Aleksandr Dolhopolov. All'Australian Open conferma il secondo turno del 2009 eliminando al primo Guillaume Rufin. Viene sconfitto al secondo turno dopo un'intensa battaglia conclusasi 6(6)–7, 6-3, 4-6, 6-2, 6-4. con la vittoria di Marin Čilić. A febbraio conquista il suo secondo challenger a Burnie.

### 2011
Ottiene una wild card per l'Australian Open 2011 e sconfigge al primo turno Chardy, al turno successivo elimina in tre set lo spagnolo Feliciano López ma viene sconfitto al terzo turno dallo spagnolo, testa di serie nº uno, Rafael Nadal. A Wimbledon riesce a superare le qualificazioni partecipando quindi al tabellone principale, al primo turno elimina Nikolaj Davydenko in soli tre set, supera Igor' Andreev dopo avere perso i primi due set e al terzo turno elimina a sorpresa Robin Söderling, testa di serie nº 5 con il punteggio di 6-1, 6-4, 7-5. Nel quarto turno supera Xavier Malisse sempre senza perdere un set raggiungendo così i quarti di finale. È il quarto tennista più giovane ad aver raggiunto questo turno nel torneo londinese, dopo solo Boris Becker, Björn Borg e John McEnroe. Nei quarti affronta Novak Đoković, testa di serie nº due e con una sola sconfitta stagionale, riesce a strappare il secondo set al serbo ma si deve arrendere in quattro set e chiudere così la sua avventura a Wimbledon.

### 2012
Il 2012 di Tomić comincia con la partecipazione all'Australian Open 2012 nel quale, dopo aver vinto con Fernando Verdasco al primo turno e più agevolmente il secondo e il terzo, si arrende agli ottavi a Roger Federer in tre set.

### 2014
Il 2014 di Bernard si apre con il torneo di Sydney dove batte al primo turno il nº otto del seeding Marcel Granollers in 2 set, elimina al secondo turno il qualificato Kavčič, vince ai quarti contro l'ucraino Dolhopolov e in semifinale su Stachovs'kyj cedendo il suo primo set. Non riesce tuttavia a sconfiggere Juan Martín del Potro che ha la meglio sull'australiano per 6-3, 6-1. Agli Australian Open affronta Rafael Nadal con cui perde il primo set ma nell'avvio del secondo set è costretto a ritirarsi per un infortunio.
Torna in campo a Miami venendo sconfitto al primo turno da Jarkko Nieminen per 6-1, 6-0. Questa partita entra nella storia come l'incontro maschile più breve di tutti i tempi essendo durato soltanto 28 minuti e 20 secondi.
Il 20 luglio vince il suo secondo torneo in carriera battendo Ivo Karlović all'Open Colombia di Bogotà. Perde poi al primo turno nei master di Toronto e Cincinnati. Allo US Open si ritira al secondo turno. Sul cemento asiatico rimedia tre uscite al primo turno a Kuala Lumpur, Tokyo e Shanghai. Torna in campo a Stoccolma dove raggiunge la semifinale battendo Anderson e Verdasco, prima di arrendersi a Dimitrov. Chiude la stagione fallendo le qualificazioni per il Paris Masters e al nº 56 della classifica.

### 2015
La stagione parte bene con due quarti di finale consecutivi a Brisbane e Sydney. Agli Australian Open raggiunge gli ottavi di finale fermato da Berdych in tre set. A febbraio raggiunge i quarti a Memphis e Acapulco e la semifinale a Delray Beach. Viene convocato per la Coppa Davis vincendo entrambi i suoi incontri di singolare Lukáš Rosol e Jiří Veselý. Sul cemento dell'Indian Wells Open conferma l'ottimo avvio di stagione battendo al secondo turno David Ferrer, prima di ritirarsi nei quarti di finale. A Miami è quindi testa di serie ma viene sconfitto al terzo turno dal meglio quotato Berdych in tre set.
La stagione sulla terra è avara di soddisfazioni, a Montecarlo viene eliminato al secondo turno a sorpresa da Andreas Haider-Maurer, esce poi al primo turno a Nizza, Roma, Madrid e Monaco di Baviera e al Roland Garros viene eliminato al secondo turno, dal connazionale Thanasi Kokkinakis col punteggio di 6-3, 6-3, 3-6, 4-6, 6-8.  Sull'erba raggiunge i quarti a Stoccarda battuto da Nadal e il terzo turno a Wimbledon sconfitto da Đoković. In luglio vince il suo terzo torneo in carriera battendo in finale Adrian Mannarino e confermandosi campione all'Open Colombia. Raggiunge poi il terzo turno nel master del Canada e il secondo a Cincinnati. Allo US Open viene eliminato in tre set da Richard Gasquet al terzo turno. Nella semifinale di Coppa Davis vince il suo primo singolare regalando il pareggio all'Australia, ma viene poi sconfitto da Andy Murray nel secondo singolare. Disputa poi un ottimo torneo a Shanghai dove elimina in serie Fernando Verdasco, David Ferrer e Gasquet, prima di arrendersi nei quarti di finale a Đoković. Chiude la stagione a Parigi battendo al primo turno Fabio Fognini per poi essere sconfitto da Stan Wawrinka. Chiude la stagione da nº 18.

### 2016
Il 2016 di Bernard comincia in modo positivo. Nel torneo di casa, a Brisbane, arriva alle semifinali e si arrende solo a Milos Raonic, battendo nei quarti di finale il nº otto del mondo Kei Nishikori. A Sydney si ritira al secondo turno contro Tejmuraz Gabašvili. Raggiunge ancora una volta gli ottavi di finale a Melbourne sconfitto solo da Andy Murray. Raggiunge la quinta finale in carriera ad Acapulco, perdendo da Dominic Thiem col punteggio di 6(6)–7, 6-4, 3-6. In Coppa Davis batte Jack Sock ma viene sconfitto da John Isner, condannando la sua nazionale ai playoff. Si ritira al terzo turno dell'Indian Wells Open.
Torna in campo al torneo di Bucarest e viene sconfitto da Robin Haase, all'esordio in tre set. La stagione su terra continua con eliminazioni al primo turno a Istanbul, Madrid e Roma. Raggiunge invece il secondo turno al Roland Garros. Sull'erba raggiunge i quarti al Rosmalen Open, le semifinali nel Queen's e gli ottavi a Wimbledon.
Sul cemento americano raggiunge gli ottavi a Washington, il terzo turno a Toronto e i quarti di finale a Cincinnati. Preferisce inoltre il torneo di Los Cobos alle Olimpiadi di Rio. Viene poi sconfitto a sorpresa da Damir Džumhur al primo turno dello US Open. Contro la Slovacchia in Coppa Davis batte Jozef Kovalík, conquistando il punto del 2-0. Torna in campo a Shenzhen dove raggiunge i quarti di finale. La settimana seguente a Pechino viene eliminato al primo turno da Pablo Carreño Busta. Finisce la stagione al Shanghai Masters, ritirandosi al primo turno contro il futuro finale Roberto Bautista Agut. Termina al nº 23 della classifica.

### 2017
Inizia la stagione con una sconfitta al primo turno di Brisbane contro David Ferrer. Agli Australian Open supera il primo turno senza problemi contro Thomaz Bellucci, ha bisogno di quattro set per regolare Víctor Estrella Burgos e viene poi eliminato da Daniel Evans. La stagione continua male con due eliminazioni al primo turno a Memphis e Delray Beach. Si ritira poi al primo ad Acapulco dove difendeva la finale. Rimedia poi altre due sconfitte a Indian Wells e Monte Carlo. Torna alla vittoria a Barcellona contro Dustin Brown ma si ritira poi al turno successivo. Scende in campo al TEB BNP Paribas Istanbul Open dove viene eliminato nei quarti di finale da Milos Raonic. Subisce poi tre sconfitte consecutive al primo turno in tre set a Madrid da Ryan Harrison, a Roma da Jan-Lennard Struff e allo Open di Francia da Dominic Thiem.
Torna a vincere un incontro a Stoccarda, battendo al primo turno Stéphane Robert 6-1, 5-7, 6-2, per poi arrendersi a Tomáš Berdych in due set. La settimana seguente ad Halle batte con un doppio 6-4 Tommy Haas, ma al turno seguente viene estromesso per 6-3, 6-3 da Richard Gasquet. Scende in campo anche a Eastbourne dove batte al primo turno in due set Norbert Gombos, al secondo Miša Zverev 6-2, 6-3 e cede poi nei quarti a Gaël Monfils in due set. A Wimbledon nel primo turno affronta nuovamente Miša Zverev perdendo 4-6, 3-6, 4-6. Torna in campo allo US Open dove viene sconfitto al primo turno da Gilles Müller per 6-3, 3-6, 4-6, 4-6.

### 2018
Inizia la stagione alle qualificazioni degli Australian Open e viene eliminato nell'incontro decisivo da Lorenzo Sonego. Partecipa quindi a un reality show e lascia per due mesi il mondo del tennis; riprende a giocare in marzo e perde al primo turno sia al Challenger di Lille che all'ATP 250 di Istanbul. Si riscatta due settimane dopo raggiungendo la finale al Challenger di Aix en Provence, nella quale viene sconfitto in due set da John Millman. Supera le qualificazioni al Roland Garros, e perde al primo turno contro Marco Trungelliti, e al Rosmalen Open, nel cui tabellone principale ha la meglio su Kevin King, Robin Haase e nei quarti sul più quotato Fernando Verdasco; alla sua prima semifinale ATP dopo due anni, viene sconfitto da Richard Gasquet in tre set. Anche al Torneo di Wimbledon supera le qualificazioni come lucky loser, al primo turno del main draw batte Hubert Hurkacz e viene quindi eliminato da Kei Nishikori in quattro set. Nella trasferta nordamericana raccoglie solo sconfitte al primo turno o nelle qualificazioni come agli US Open, dove perde al primo incontro da Thanasi Kokkinakis. Prende quindi parte al Challenger di Manacor ed elimina nell'ordine Mario Vilella Martínez, Pedro Cachín, Norbert Gombos e in semifinale Kenny de Schepper. Si aggiudica il titolo sconfiggendo in finale Matthias Bachinger al tiebreak del terzo set. Dopo le premature eliminazioni al Challenger di Cassis e all'Open de Moselle, torna a vincere un titolo ATP a distanza di tre anni al Chengdu Open; nelle qualificazioni ha la meglio su Renta Tokuda e Jahor Herasimaŭ e nel tabellone principale elimina nell'ordine Bradley Klahn, Lloyd Harris (annullando un match-ball), Félix Auger-Aliassime e in semifinale João Sousa. Vince il torneo battendo in finale il nº 13 del mondo Fabio Fognini per 6-1 3-6 7-6, dopo aver annullato quattro match-point. Chiude la stagione con il ritiro nelle qualificazioni dello Stockholm Open per un problema alla spalla.

### 2019-2020
I migliori risultati di Tomic nel 2019 sono i quarti di finale raggiunti nei tornei ATP dell'Antalya Open e dell'Atlanta Open. Al Chengdu Open, dove era campione uscente, esce al primo incontro di qualificazione e scende al 191º posto mondiale, dopo che a inizio stagione si trovava all'83º. All'inizio del 2020 perde gli unici due incontri disputati nel tabelloni principali ATP. Rimane inattivo per tutto il resto della stagione dopo la sospensione delle attività a marzo a causa della pandemia di COVID-19, anche dopo la ripresa ad agosto.

## Statistiche

### Singolare

#### Vittorie (4)
| Legenda                        |
| Grande Slam (0)                |
| ATP World Tour Finals (0)      |
| ATP World Tour Master 1000 (0) |
| ATP World Tour 500 Series (0)  |
| ATP World Tour 250 Series (4)  |

| N. | Data              | Torneo                       | Superficie | Avversario in finale | Punteggio           |
| 1. | 12 gennaio 2013   | Sydney International, Sydney | Cemento    | Kevin Anderson       | 6-3, 6(2)-7, 6-3    |
| 2. | 20 luglio 2014    | Open Colombia, Bogotà (1)    | Cemento    | Ivo Karlović         | 7-6(5), 3-6, 7-6(4) |
| 3. | 26 luglio 2015    | Open Colombia, Bogotà (2)    | Cemento    | Adrian Mannarino     | 6-1, 3-6, 6-2       |
| 4. | 30 settembre 2018 | Chengdu Open, Chengdu        | Cemento    | Fabio Fognini        | 6-1, 3-6, 7-6(7)    |

#### Finali perse (2)
| Legenda                        |
| Grande Slam (0)                |
| ATP World Tour Finals (0)      |
| ATP World Tour Master 1000 (0) |
| ATP World Tour 500 Series (1)  |
| ATP World Tour 250 Series (1)  |

| N. | Data             | Torneo                              | Superficie | Avversario in finale  | Punteggio        |
| 1. | 11 gennaio 2014  | Sydney International, Sydney        | Cemento    | Juan Martín del Potro | 3-6, 1-6         |
| 2. | 27 febbraio 2016 | Abierto Mexicano de Tenis, Acapulco | Cemento    | Dominic Thiem         | 6(6)-7, 6-4, 3-6 |

### Doppio

#### Finali perse (1)
| Legenda                        |
| Grande Slam (0)                |
| ATP World Tour Finals (0)      |
| ATP World Tour Master 1000 (0) |
| ATP World Tour 500 Series (1)  |
| ATP World Tour 250 Series (0)  |

| N. | Data           | Torneo              | Superficie | Compagno  | Avversari in finale              | Punteggio           |
| 1. | 9 ottobre 2016 | China Open, Pechino | Cemento    | Jack Sock | Pablo Carreño Busta Rafael Nadal | 7-6(6), 2-6, [8-10] |